# Hugo Calderano
Hugo Calderano (né le 22 juin 1996 à Rio de Janeiro) est un pongiste brésilien, considéré comme le plus grand joueur des Amériques de l'histoire du sport. En janvier 2022, il a culminé à la place de numéro 3 au classement mondial, devenant ainsi le joueur des Amériques le mieux classé de l'histoire. En devenant le premier joueur de tennis de table des Amériques à atteindre une demi-finale olympique, il retrouve la 3e place mondiale en août 2024.
Il est le premier joueur d’Amérique latine à atteindre le Top 10 du classement mondial ITTF. En 2024, il a réalisé 7 années consécutives dans le top 10. Calderano a déjà terminé au moins dans les trois premiers dans presque toutes les compétitions les plus importantes du monde, comme la Coupe du monde de tennis de table, la Grande Finale de l'ITTF World Tour, le WTT Champions et du Grand Smash, ainsi que la 5e place aux Championnats du monde de tennis de table et la 4e place aux Jeux Olympiques. Il est également connu pour avoir battu le Chinois Fan Zhendong à deux reprises : en quarts de finale de la Grande Finale de l'ITTF World Tour 2018 à Incheon, en Corée du Sud, et aux Champions WTT 2024 également organisés à Incheon,. Il remporte la Coupe du monde en 2025, ce qui constitue le plus grand titre de sa carrière.

## Biographie
Né à Rio de Janeiro, il est repéré très jeune et envoyé à l'âge de treize ans au centre d'entraînement national de São Paulo. Un an plus tard, son entraineur français Jean-René Mounier (ancien entraineur du club de Levallois et entraineur de l'équipe du Brésil) l'envoie en France à l'INSEP. Il joue en 2018 en Allemagne dans le club d’Ochsenhausen en bundesliga, où il bat notamment Timo Boll en 2018.

## Carrière
Il remporte plusieurs tournois du circuit mondial au niveau junior en 2012 et 2013, et remporte l'Open du Brésil ITTF en 2013 et 2017, et les jeux panaméricains en 2015 en simple et par équipes. Il est sélectionné dans l'équipe olympique lors des jeux de Rio où il ne s'incline qu'au 4e tour. Il est finaliste de l'Open du Qatar de tennis de table en 2018. Il est classé 12e mondial en 2018et 6e mondial en décembre 2020.

### 2014-2016
En 2014, à l'âge de 18 ans, il vit sa première expérience olympique en obtenant le bronze aux Jeux olympiques de la jeunesse à Nanjing, Chine. Il a également été médaillé d'argent lors de la grande finale de l'ITTF des moins de 21 ans, champion de l'Open du Japon des moins de 21 ans, champion brésilien en simple adulte et Champion latino-américain adulte,,.
De 2014 à 2021, Hugo a joué pour l'équipe d'Ochsenhausen, en première division de la Bundesliga allemande,.
En 2015, il a remporté deux médailles d'or aux Jeux panaméricains, en individuel et en équipe événements. Il a également été Champion latino-américain individuel et par équipe et médaillé d'argent au tournoi de double de l'Open du Qatar. Il a participé aux Championnats du monde de tennis de table 2015, perdant au 2ème tour,.
En 2016, Calderano a été Champion latino-américain des compétitions individuelles et par équipe; Champion de la Coupe latino-américaine de tennis de table, au Guatemala ; Champion de l'Open du Koweït des moins de 21 ans ; Médaille d'argent en simple à l'Open d'Autriche et champion du tournoi en double à l'Open de Suède,. En octobre 2016, Calderano, 31e au classement mondial, s'incline en huitièmes de finale de la Coupe du monde, à Sarrebruck, en Allemagne, 4-0 (11/8, 11/5, 11/6 et 11/7) pour le Chinois Xu Xin, troisième au classement. Il s'agissait du deuxième événement le plus important de la saison, derrière les Jeux olympiques.

### Jeux olympiques d'été de 2016
Calderano a participé aux Jeux olympiques de Rio de Janeiro, où il a atteint le huitièmes de finale, un exploit que seulement Hugo Hoyama, une légende brésilienne du sport, avait réussi pour le Brésil, à Atlanta-1996. Calderano a ainsi terminé 9ème de la compétition,,.

### 2017-2020

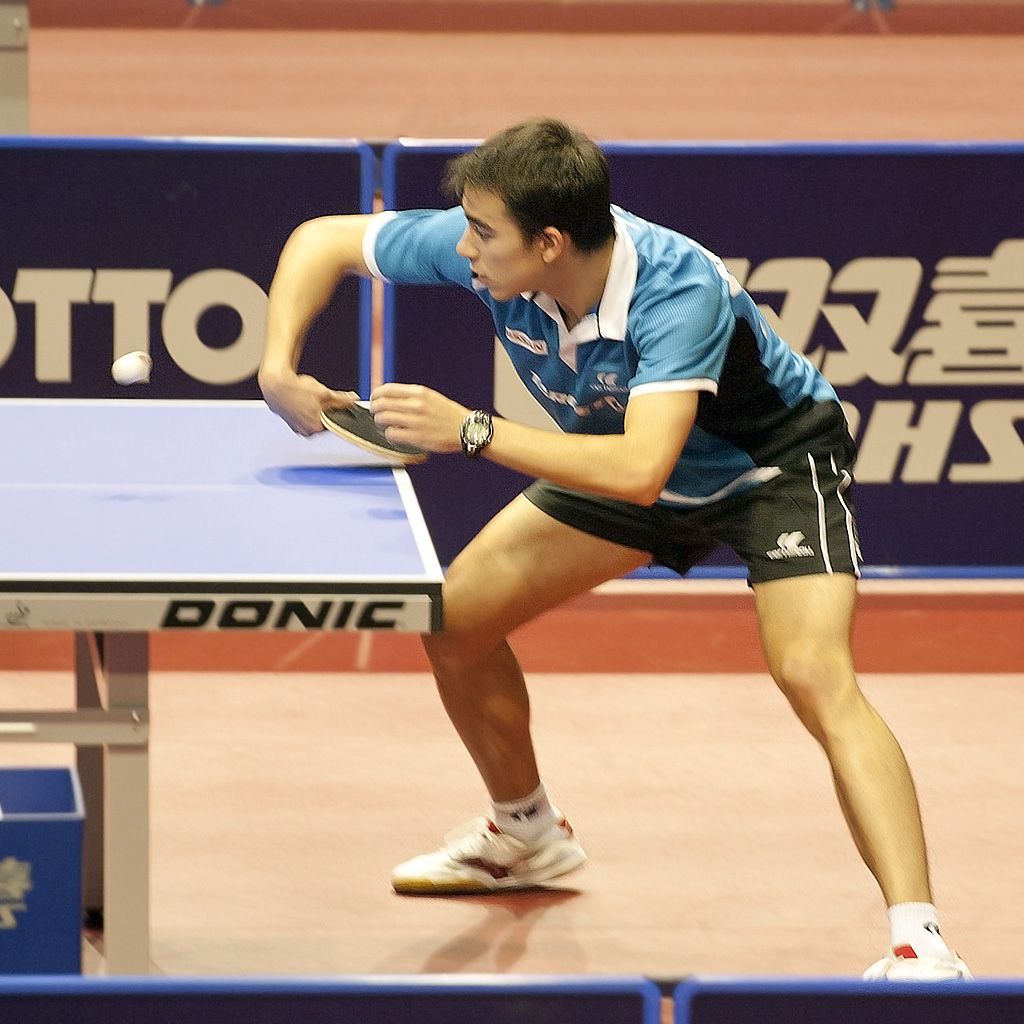
Calderano, 2017

Calderano est entré dans le top 20 mondial du tennis de table en janvier 2017. Alors qu'il était numéro 25 au classement mondial, il a participé aux Championnats du monde de tennis de table 2017, s'inclinant au 3ème tour face au Chinois Xu Xin, 3ème mondial, par 4 à 1 (partiels de 12/10, 7/11, 11/6, 11/3 et 11/4). Aux Championnats panaméricains de tennis de table 2017 organisés à Carthagène, il a obtenu deux médailles d'or en simple et par équipe. Cette année, il a également été médaillé de bronze en simple et en double à l'Open de République tchèque ; Champion en simple et en double à l'Open du Brésil et médaillé d'argent au tournoi de double à l'Open de Hongrie,,.
Lors de la Coupe panaméricaine ITTF 2018, Calderano a remporté la médaille d'or.
Calderano est entré dans le top 10 mondial du tennis de table en juillet 2018.
En décembre 2018, Calderano a remporté une médaille de bronze historique lors de la Grande Finale du Pro Tour ITTF 2018. En demi-finale, quelques heures après avoir battu le Chinois Fan Zhendong, numéro 1 mondial et élu meilleur joueur de la saison, Calderano a été battu par le Japonais Tomokazu Harimoto, cinquième au classement mondial, 4-0 (7 /11, 8/11, 8/11 et 5/11). Le phénomène japonais, âgé d'à peine 15 ans, a disputé son match de quart de finale la veille. Calderano a eu moins de cinq heures pour se remettre d'un duel extrêmement épuisant contre les meilleurs du monde. Calderano a commencé l'année au 17ème rang mondial et est arrivé à ce tournoi au sixième rang du classement,.
Lors de la Coupe panaméricaine ITTF 2019, Calderano a remporté la médaille d'or, devenant ainsi deux fois champion du tournoi.

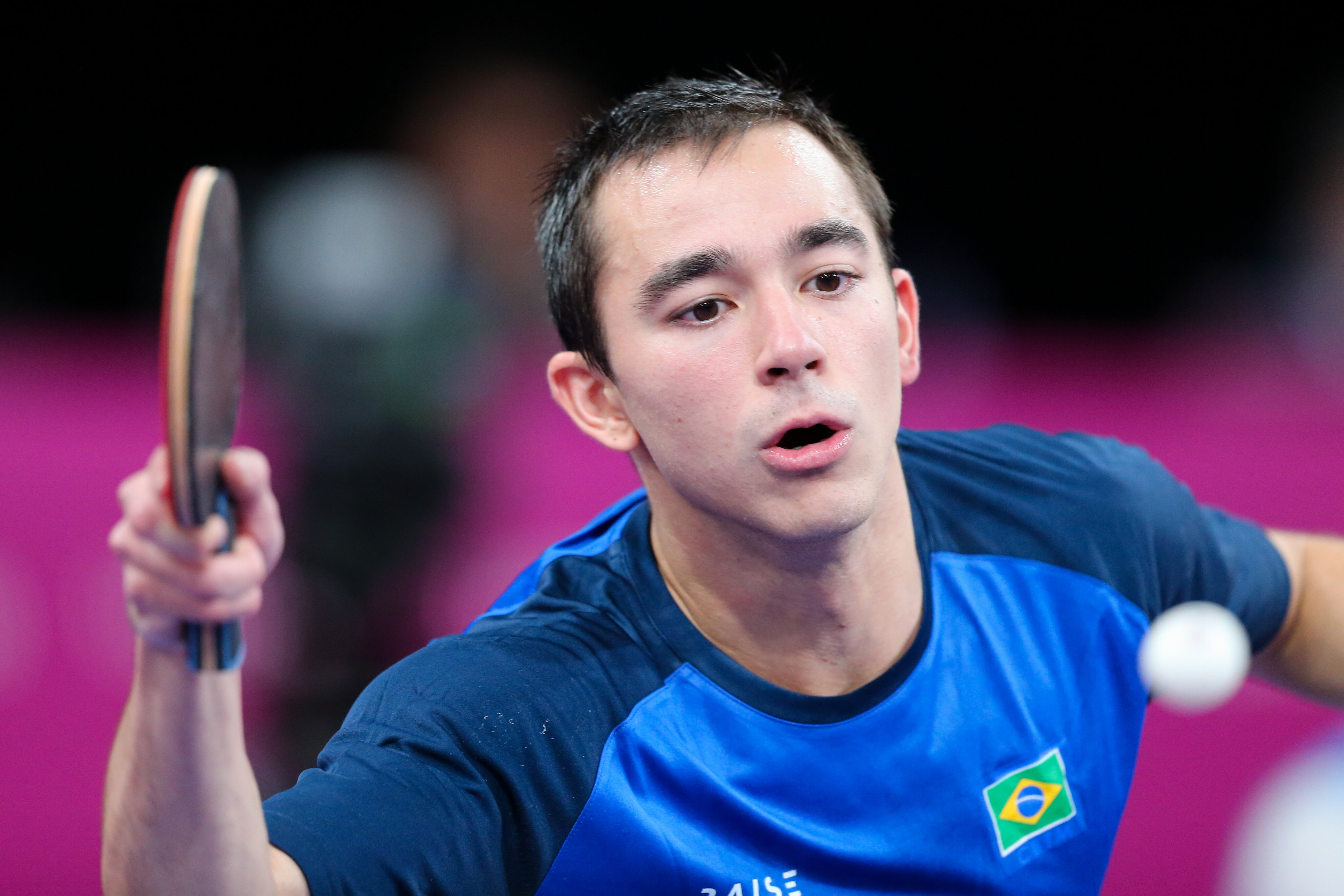
Calderano aux Jeux panaméricains 2019

Aux Jeux panaméricains de 2019, Calderano a remporté l'or en simple (devenant ainsi double champion de la compétition) en battant le Chinois naturalisé dominicain Jiaji Wu en finale, en plus d'obtenir l'or en double et le bronze par équipes.
Aux Championnats du monde de tennis de table 2019, Calderano a atteint le 4e tour (8es de finale), où il a affronté le chinois Ma Long, double champion du monde et champion olympique, et a été battu par 4 sets à 1 (8/11, 11/8, 11/1, 11/3 et 11/8).
Lors de la Coupe panaméricaine ITTF 2020, Calderano a remporté la médaille d'or, devenant ainsi triple champion du tournoi. En 2020, il a également été vice-champion de la Bundesliga 2019/20 et de la Coupe d'Allemagne 2019/20.

### Jeux olympiques d'été de 2020
En février 2021, Calderano figurait déjà depuis trois ans parmi les dix meilleurs joueurs mondiaux de tennis de table, et se classait sixième au classement mondial. Calderano s'est qualifié pour les Jeux olympiques d'été de 2020 en tant que tête de série n ° 4, étant le meilleur non asiatique du classement mondial. En battant le Sud-Coréen Jang Woo-jin, numéro 12 du classement, par 4 sets à 3, il est devenu le premier Brésilien et Latino-Américain à atteindre les quarts de finale de tennis de table aux Jeux Olympiques. Son défi olympique s'est terminé en quart de finale par une défaite 2:4 contre Dimitrij Ovtcharov qui était l'éventuel médaillé de bronze,,.

### 2020-2024
En septembre 2021, Calderano entre pour la première fois dans le top 5 mondial du tennis de table. Il a réalisé cet exploit après avoir remporté le plus grand titre de l'histoire du tennis de table brésilien, en remportant le WTT Star Contender à Doha, un niveau de championnat équivalent à un Tennis Masters 1000.
Aux Championnats panaméricains de tennis de table 2021, Calderano est devenu deux fois champion panaméricain en simple et dans la catégorie par équipe.
Aux Championnats du monde de tennis de table 2021, Calderano a atteint les quarts de finale, où il a affronté le Chinois Liang Jingkun, et a ensuite ouvert 3 sets à 0, mais a fini par être éliminé 4-3. Avec cela, il a obtenu le meilleur résultat de l'histoire du Brésil dans ce tournoi, terminant à la 5ème place,.
En décembre 2021, Calderano a obtenu une autre médaille historique, en obtenant le bronze lors de la finale de la Coupe WTT (un tournoi qui a terminé la saison de cette année et qui a réuni les 16 meilleurs joueurs de tennis de table de la saison, à Singapour. L'événement a remplacé la grande finale de l'ITTF cette année lorsque le circuit international a subi quelques changements). Calderano a terminé 2021 comme la meilleure saison de sa carrière, classé numéro quatre mondial.
En novembre 2022, lors des Championnats panaméricains de tennis de table 2022, Calderano est devenu triple champion panaméricain en simple et dans la catégorie par équipe. Le pongiste a réalisé sept années sans défaite dans cette compétition continentale.
En mars 2023, Calderano a participé au Singapore Grand Smash, un tournoi auquel participent tous les 20 meilleurs mondiaux. Il a battu le n°20 mondial Yukiya Uda au 2e tour ; Darko Jorgic, n°10 mondial, en huitièmes de finale ; Quadri Aruna, numéro 14 mondial, en quarts de finale, et n'a perdu que contre le Chinois Ma Long, numéro 2 mondial, en demi-finale, terminant par une médaille de bronze historique.
En mai 2023, Calderano est allé participer aux Championnats du monde de tennis de table 2023. Cependant, il ne s'était pas entraîné depuis 10 jours, après avoir ressenti la blessure subie lors de sa précédente compétition, le WTT Champions Macau. À Macao, lors de la défaite face au Chinois Ma Long, Calderano a glissé pendant un point et a ressenti une douleur aux ischio-jambiers. Pour cette raison, il a été éliminé au 1er tour par le Portoricain Brian Afanador, 74ème au classement mondial, par 4 sets à 2, un pongiste avec qui Calderano avait déjà joué quatre autres fois, toujours avec la victoire du Brésilien.
En juillet 2023, Hugo Calderano atteint la barre des 250 semaines consécutives dans le Top20 mondial du tennis de table.
Lors du WTT Star Contender de Ljubljana 2023, en Slovénie, Calderano a atteint les demi-finales, où il a affronté le chinois Fan Zhendong, numéro deux mondial. Après avoir commencé à perdre 2 sets à 0, Calderano a égalisé le match à 2 sets à 2. Dans le dernier set, le Chinois ont réussi à gagner 11 à 7, se qualifiant pour la finale et devenant champion du tournoi.
En septembre 2023, lors des Championnats panaméricains de tennis de table 2023, Calderano est devenu quadruple champion en simple et dans la catégorie par équipe, restant invaincu dans cette compétition continentale,.
En novembre 2023, en participant aux Jeux panaméricains de 2023 à Santiago, au Chili, Calderano est entré dans l'histoire en devenant le premier triple champion de tennis de table consécutif aux Jeux panaméricains. Il a également remporté l'or en équipe et l'argent en double,.
En 2023, Calderano a également remporté 3 tournois WTT Contender (Doha, Durban et Muscat),.
En janvier 2024, il a été vice-champion du WTT Star Contender Goa, en Inde, un tournoi qui peut être assimilé à un Masters 1000 de tennis. Calderano a battu l'Allemand Dimitrij Ovtcharov, 12e au classement mondial, en demi-finale, et avait auparavant battu le Sud-Coréen Lim Jong-hoon (18e) et le Suédois Anton Källberg (17e).
Lors du WTT Champions (un tournoi qui rassemble les 32 meilleurs mondiaux du tennis de table) organisé dans la ville d'Incheon, fin mars 2024, Calderano a réalisé l'une des plus grandes campagnes de sa vie. En quarts de finale, il élimine le Français Félix Lebrun, 5e meilleur mondial, qui lui avait ravi le titre WTT Star Contender en janvier. En demi-finale, il a battu l'actuel double champion du monde en simple, médaillé d'argent à Tokyo 2020 et numéro deux au classement mondial, le Chinois Fan Zhendong, par 4 sets à 2, atteignant la finale contre un autre Chinois, Liang Jingkun, numéro 3 mondial,,. Calderano a terminé deuxième du tournoi. Il était le seul non-Chinois à atteindre les demi-finales de ce tournoi, y compris les tournois masculin et féminin.
Lors de la Coupe du monde de tennis de table 2024, désormais sous un nouveau format, Calderano a débuté par remporter ses 2 matchs de la phase de groupes par 4 sets à 0. En huitièmes de finale, il a cependant été amené à jouer avec le n.1 mondial, le chinois Wang Chuqin. Calderano a joué un match de haut niveau avec le Chinois, où le Brésilien a pris l'avantage, s'imposant par 2 sets à 1. Le leader du classement a remporté les 2 sets suivants, prenant l'avantage par 3 sets à 2. Dans le sixième set, qui était très compétitif, Chuquín a réussi à s'imposer dans un 13/11 serré, se qualifiant ainsi pour les quarts de finale.
Participant au plus grand tournoi de tennis de table du Brésil, le WTT Contender de Rio de Janeiro est devenu champion pour la première fois en mai 2024, perdant seulement 1 set dans toute la compétition,.
En participant aux WTT Champions Chongqing, en Chine, Calderano a réalisé une autre belle campagne en atteignant les demi-finales du tournoi, en éliminant le médaillé olympique Dimitrij Ovtcharov au 2ème tour et en battant, pour la première fois de sa carrière, le Chinois Liang Jingkun, numéro trois mondial, en quarts de finale. Devant jouer les quarts de finale et les demi-finales le même jour, il a fini par être éliminé par son compatriote chinois Fan Zhendong. Dans ce tournoi, Calderano était le seul non-chinois ou non-descendant chinois à atteindre les demi-finales, tant dans les groupes masculins que féminins.
Lors du WTT Star Contender Ljubljana 2024, en Slovénie, Calderano a atteint les demi-finales après avoir battu le Suédois Mattias Falck, vice-champion du monde 2019. Il a ensuite battu Cho Daeseong, 25ème au classement mondial, et en finale, Félix Lebrun, 5ème mondial (dans les deux matchs, sans perdre de sets) pour obtenir pour la deuxième fois un trophée Star Contender, étant l'un des plus grands titres de sa carrière.
Après le titre en Slovénie, Calderano a assuré la position de tête de série numéro 4 aux Jeux olympiques de Paris et a décidé de ne pas participer aux deux dernières étapes du circuit WTT, à Lagos, au Nigeria, et à Tunis, en Tunisie, pour se reposer.
En juillet 2024, il a réalisé 300 semaines consécutives parmi les dix premiers du classement mondial du tennis de table.

### Jeux olympiques d'été 2024
Aux Jeux olympiques d'été de 2024, dans le tournoi simple messieurs, au premier tour, il bat le Cubain Andy Pereira (57e au classement ITTF) 4-0. Au deuxième tour, il élimine l'Espagnol Álvaro Robles (34e au classement ITTF) 4-2. En huitième de finale il affronte le Français Alexis Lebrun (16e au classement ITTF) qu'il élimine par 4-1. En quarts de finale, il élimine le Sud-Coréen Jang Woo-jin (13e au classement ITTF) 4-0, devenant ainsi le premier joueur de tennis de table de Amérique à atteindre une demi-finale olympique, battant le précédent record, atteint par lui-même aux Jeux Olympiques de 2020. En demi-finale, Calderano affronte le Suédois Truls Möregårdh 26e au classement mondial, mais vice-champion du monde 2021, qui avait éliminé le n°1 mondial chinois Wang Chuqin au 2ème tour. Dans un match très égal contre la surprise de la compétition, Calderano a fini par perdre 4 sets à 2, et dispute le bronze face à Félix Lebrun,,, où il s'est incliné 4 à 0. Il a également participé à la compétition par équipes, où le Brésil a égalé son meilleur classement aux JO, en atteignant les quarts de finale,.
Après sa performance aux JO en France, Hugo Calderano est revenu à la 3e place du classement mondial. Il a totalisé 4 070 points, derrière seulement le Chinois Wang Chuqin, avec 7 925 points, et Fan Zhendong, avec 5 523,,.

### 2024-présent
En octobre 2024, Calderano est devenu cinq fois champion des Championnats panaméricains de tennis de table.
Lors de la Coupe du monde de tennis de table 2025, il affronte en quart de finale le Japonais Tomokazu Harimoto, troisième mondial,. Calderano bat Harimoto 4 sets à 1, atteignant pour la première fois les demi-finales de la Coupe du monde, où il affronte Wang Chuqin, deuxième au classement mondial. Après avoir été mené 3 sets à 1, Calderano renverse la situation face au Chinois et a gagné 4 sets à 3, atteignant la finale. Il est le premier joueur de tennis de table hors d'Asie et d'Europe à atteindre la finale, où il affronte le numéro 1 mondial, le chinois Lin Shidong. Calderano n'a laissé aucune chance au leader mondial, remportant la finale 4 sets à 1 et obtenant le plus grand titre de sa carrière,.
Juste après la Coupe du Monde, Calderano atteint le rang de numéro 3 mondial pour la troisième fois de sa carrière.
Aux Championnats du monde de tennis de table 2025, il remporte 4 matchs, atteignant les quarts de finale de la compétition, où il affronte An Jae-hyun, numéro 17 mondial, qui élimine le Français Félix Lebrun, numéro 6 mondial, 4-3 en huitièmes de finale. Calderano s'impose 4 sets à 1, devenant ainsi le premier joueur latino-américain à atteindre les demi-finales des Championnats du monde, s'assurant ainsi une médaille,. En demi-finale, il a battu le Chinois Liang Jingkun, numéro 5 mondial, 4-3, devenant ainsi le premier joueur masculin hors d'Asie et d'Europe à atteindre la finale du Championnat du monde. En finale, il s'est incliné 4-1 face au numéro 2 mondial chinois Wang Chuqin et a terminé deuxième. Lui et Bruna Takahashi ont également participé au double mixte de la Coupe du monde, où ils ont été éliminés au 2e tour par le duo de numéros 1 mondiaux,.
Disputant pour la dernière fois en championnat allemand, pour son club d'Ochsenhausen, Calderano a battu le pongiste allemand Timo Boll, ancien numéro 1 mondial, par 3 sets à 2 en finale, le « retirant » et remportant le titre de champion. Calderano a représenté Liebherr Ochsenhausen pendant neuf saisons, à partir de 2014, à l'âge de 18 ans.
Au WTT Star Contender de Ljubljana, jouant en double mixte aux côtés de Bruna Takahashi, ils ont battu le duo n° 3 mondial, Chun Ting Wong et Hoi Kem Doo, originaires de Hong Kong, puis le duo allemand Verdonschot/Schreiner et le duo hongkongais Ng/Yiu pour atteindre la finale du tournoi. Ils y ont affronté le duo sud-coréen n° 5 mondial et tête de série n° 1 du tournoi, composé de Lim Jong-hoon et Shin Yu-bin. Le duo brésilien s'est incliné 3 sets à 0, terminant ainsi à la 2e place et raflant la médaille d'argent. En simple, Calderano a remporté le tournoi pour la deuxième fois consécutive en battant les frères Lebrun. Il a battu Alexis Lebrun en demi-finale par 3 sets à 2 et Félix Lebrun en finale par 4 sets à 2. Calderano s'est ainsi rapproché de la deuxième place du classement mondial,.
En juillet 2025, alors qu'il devait participer au Grand Smash de Las Vegas, l'un des quatre tournois du circuit de tennis de table équivalents au Grand Chelem, en quête de points pour grimper au classement, il fut le seul athlète de la compétition à ne pas pouvoir entrer aux États-Unis en raison d'un problème de visa. Bien que citoyen portugais, ce qui l'aurait dispensé d'obtenir un visa ordinaire, il aurait dû remplir le formulaire d'autorisation de voyage électronique. Cependant, s'étant rendu à Cuba en 2023 pour participer aux Championnats panaméricains, cet avantage lui fut retiré. Ses conseillers tentèrent même d'obtenir un visa d'urgence à la dernière minute, sans succès.
Lors du WTT Contender de Buenos Aires, il a remporté deux titres : en simple, obtenant son sixième titre individuel en Contenders, et son premier titre en double mixte avec Bruna Takahashi.
Lors du WTT Star Contender de Foz do Iguaçu en 2025, le tournoi le plus prestigieux jamais organisé au Brésil, il a affronté Benedikt Duda en finale et, au terme d'un match très disputé, il s'est imposé 4 sets à 3, remportant ainsi son quatrième titre en Star Contender, le deuxième de la saison.

## Meilleurs résultats par type de tournoi

### Simple
En janvier 2022, il a culminé à la place de numéro 3 au classement mondial.
- Championnats panaméricains de tennis de table : Champion (2017, 2021, 2022, 2023, 2024)[87]
- Jeux panaméricains : Champion (2015, 2019, 2023)[45]
- WTT Contender : Champion (Tunis 2022, Durban 2023, Doha 2023, Mascate 2023, Rio 2024, Buenos Aires 2025)[88],[89],[54]
- WTT Star Contender : Champion (Doha 2021, Ljubljana 2024, Ljubljana 2025, Foz do Iguaçu 2025)[88],[58]
- WTT Champions: Finaliste (Incheon 2024)[5]
- Grand Smash: Médaille de bronze (Singapour 2023)[39]
- Grande Finale du Pro Tour ITTF : Médaille de bronze (Incheon 2018)[24]
- WTT Cup Finals: Medáille de bronze (Singapour 2021)[37]
- Coupe du monde de tennis de table : Champion (Macao 2025)[90]
- Championnats du monde de tennis de table : Finaliste (Doha 2025)[77]
- Jeux Olympiques : Demi-finale (Paris 2024)[91]

### Double
En 2017, le duo Calderano / Tsuboi était le 3ème meilleur au classement mondial, derrière seulement les Japonais Masataka Morizono et Yuya Oshima et les Chinois Xu Xin et Zhang Jike.
- Jeux panaméricains : Champion (2019)[93]
- Super série: Argent (Open de Qatar 2015)[94]
- Open de Hongrie 2016: Argent[92]
- Open de Suède 2017: Or[92]
- Open de Rio de Janeiro 2017: Or[95]
- Championnats du monde de tennis de table : Huitièmes de finale (Suzhou 2015, Dusseldorf 2017)[94],[96]

### Double mixte
En 2025, le duo Calderano/Takahashi était classé 10e mondial.
- Championnats panaméricains de tennis de table : Finaliste (2024)[98]
- WTT Contender: Champion (Buenos Aires 2025) [85]
- WTT Star Contender: Finaliste (Ljubljana 2025)[99]
- Grand Smash :  Quarts de finale (Malmö 2025) [100]
- Championnats du monde de tennis de table : 3e tour (Suzhou 2015)[101]

### Équipe
D'avril 2021 à juin 2023, l'équipe du Brésil a été la 6ème meilleure mondiale,,.
- Championnats panaméricains de tennis de table : Champion (2017, 2021, 2022, 2023)[44]
- Jeux panaméricains : Champion (2015, 2023)[105]
- Coupe du monde de tennis de table :  Quarts de finale (Dubai 2015, London 2018, Tokyo 2019)[106],[107],[108]
- Championnats du monde de tennis de table :  Quarts de finale (Halmstad 2018)[109]
- Jeux Olympiques : Quarts de finale (Tokyo 2020, Paris 2024)[110],[65]

En club :
- Championnat d'Allemagne de tennis de table : champion en 2019 et 2025 avec le TTF Liebherr Ochsenhausen.
- Coupe d'Allemagne de tennis de table : vainqueur en 2019 et 2025 avec le TTF Liebherr Ochsenhausen.